# Nuh Ha Mim Keller
Nuh Ha Mim Keller (* 1954) ist ein US-amerikanischer Sufi-Scheich der Tariqa Schadhiliyya. Er stammt aus dem Nordwesten der USA und studierte Philosophie und Arabische Sprache an der University of Chicago sowie der UCLA. Der ursprüngliche Katholik, der schließlich zum Islam konvertierte, wurde später ein Gelehrter des Islamischen Rechts (fiqh). Er studierte an der al-Azhar-Universität in Kairo (Ägypten) und außerdem in anderen islamischen Einrichtungen. Er lebt heute (Stand 2005) in Amman (Jordanien).
Er ist Autor einer Anzahl von Büchern und übersetzte verschiedene bedeutende arabische Werke ins Englische, darunter auch Umdat al-Salik aus dem 14. Jahrhundert von Naqib al-Misri („Reliance of the Traveller“, ein klassisches Handbuch der islamischen Jurisprudenz gemäß der Rechtsschule der Schafiiten; Kellers Übersetzung wurde von der hohen sunnitischen Lehrautorität, der al-Azhar-Universität in Kairo, autorisiert).
Er veröffentlichte ebenso eine kritische Ausgabe des Dala'il al-Khayrat, für das er den bekannten Kalligraphisten Osman Taha beauftragte.
Er war einer der 138 Unterzeichner des offenen Briefes Ein gemeinsames Wort zwischen Uns und Euch (engl. A Common Word Between Us & You), den Persönlichkeiten des Islam an „Führer christlicher Kirchen überall“ (engl. "Leaders of Christian Churches, everywhere …") sandten (13. Oktober 2007).